# 森洋介 (政治家)
森 洋介（もり ようすけ、1994年〈平成6年〉7月15日 - ）は、日本の政治家、国民民主党所属の衆議院議員（1期）。議会登録名などは、森ようすけ。
衆議院厚生労働委員会委員、政治改革に関する特別委員会委員。

## 経歴
大阪府茨木市生まれ。2010年（平成22年）洛星中学校卒業、2013年（平成25年）、洛星高等学校卒業、2017年（平成29年）、上智大学経済学部経済学科卒業（計量経済学専攻）、2019年（平成31年）、一橋大学国際・公共政策大学院公共経済コース公共経済プログラム専門職学位課程修了、公共経済修士（専門職）を取得。
2018年（平成30年）から、環境省に勤める。環境省大臣官房総合政策課、地球環境局地球温暖化対策課市場メカニズム室などで勤務。地球温暖化対策の推進に関する法律の改正、炭素税・排出量取引・J-クレジット等のカーボンプライシングに関する政策立案、電気事業分野の地球温暖化対策に従事。
2021年（令和3年）から外資系戦略コンサルティングファームの株式会社ローランド・ベルガーで経営コンサルタントを務めた。
2022年（令和4年）中古農機具・建設機械の買取販売事業を展開する株式会社クロスバトンズを設立し、同社代表取締役社長に就任。
2024年（令和6年）、国民民主党衆議院東京第13区総支部長。同年10月の第50回衆議院議員総選挙で東京都第13区に国民民主党から出馬。東京都知事選挙における安野たかひろ候補の取組に共感し、123ページにわたる政策集を公開。自由民主党現職の土田慎に16,665票差で敗れるも、比例復活により初当選。
衆議院厚生労働委員会委員、政治改革に関する特別委員会委員に所属。

## 政策・主張
- 憲法改正に賛成[15]
- 緊急事態条項に賛成[15]。
- 選択的夫婦別姓に賛成[15]。
- 同性婚に賛成[15]。
- クオータ制に反対[15]。
- 政策活動費の廃止に賛成[15]。
- 企業・団体献金の禁止に賛成[15]。

## 選挙歴
| 当落 | 選挙                   | 執行日         | 年齢 | 選挙区       | 政党       | 得票数    | 得票率 | 定数 | 得票順位 /候補者数 | 政党内比例順位 /政党当選者数 |
| ---- | ---------------------- | -------------- | ---- | ------------ | ---------- | --------- | ------ | ---- | ------------------ | ---------------------------- |
| 比当 | 第50回衆議院議員総選挙 | 2024年10月27日 | 30   | 東京都第13区 | 国民民主党 | 5万8385票 | 30.82% | 1    | 2/4                | 2/3                          |